# 커피에반하다
커피에반하다(C+URBAN)는 대한민국의 커피 프렌차이즈 기업이다. 본사는 경기도 파주시 지목로 9에 위치하고 있다.

## 역사
2011년 2월 커피에반하다 1호점 파주 교하점이 오픈했으며, 2013년 8월 법인명이 변경되었다.

## 매장 지역
- 서울특별시 : 76개
- 부산광역시 : 12개
- 대구광역시 : 7개
- 인천광역시 : 55개
- 광주광역시 : 6개
- 대전광역시 : 3개
- 울산광역시 : 7개
- 세종특별자치시 : 2개
- 경기도 : 210개
- 강원특별자치도 : 9개
- 충청북도 : 5개
- 충청남도 : 6개
- 전북특별자치도 : 6개
- 전라남도 : 8개
- 경상북도 : 5개
- 경상남도 : 7개
- 제주특별자치도 : 2개